# Brian Robbins
Brian Robbins, nato Brian Levine (New York, 22 novembre 1963), è un regista, attore, produttore televisivo e produttore cinematografico. È l'attuale presidente di Nickelodeon statunitense.

## Biografia
Figlio dell'attore Floyd Levine, decide di seguire le orme paterne iniziando la carriera da attore negli anni ottanta, partecipando a varie produzioni televisive, come L'albero delle mele, Il mio amico Arnold, Taxi, Tre cuori in affitto, Supercar, Genitori in blue jeans e molte altre.
Il suo debutto cinematografico avviene nel 1988 con il film horror Ork, interpretato al fianco di Yvonne De Carlo e Debrah Farentino. Nel 1989 conduce la versione per bambini del game show Pictionary. Ottiene il suo primo ruolo importante nella sitcom Segni particolari: genio, dove dal 1986 al 1991 ha ricoperto il ruolo di Eric Mardian. Terminata la serie, appare in due episodi de Gli amici di papà e recita nel film Gli occhi della vendetta, con il quale termina la sua carriera da attore.
Dal 1993 si dedica alla regia e alla produzione, dirigendo documentari e episodi di serie televisive. Nel 1997 debutta alla regia cinematografica con il film Missione hamburger, successivamente firma vari film a tema sportivo come Varsity Blues, Pronti alla rissa e Hardball. Per la televisione è stato produttore di note serie televisive come All That, Le cose che amo di te, Smallville, Blue Mountain State e One Tree Hill. Dal 2007 dirige tre commedie con protagonista Eddie Murphy; Norbit, Piacere Dave e Una bugia di troppo. Robbins è il fondatore di AwesomenessTV, un canale su YouTube dedicato a un pubblico adolescente.

### Vita privata
Robbins è sposato con la pubblicista Laura Cathcart, da cui ha avuto due figli.

## Filmografia parziale

### Attore
- Ai confini della realtà (The Twilight Zone) – serie TV, episodio 1x16 (1985)
- Camp Cucamonga, regia di Roger Duchowny - film TV (1990)

### Regista
- The Show (1995)
- Missione hamburger (Good Burger) (1997)
- Varsity Blues (1999)
- Pronti alla rissa (Ready to Rumble) (2000)
- Hardball (2001)
- The Nightmare Room -serie TV, episodio 1x08 (2001)
- Perfect Score (The Perfect Score) (2004)
- Shaggy Dog - Papà che abbaia... non morde (The Shaggy Dog) (2006)
- Norbit (2007)
- Piacere Dave (Meet Dave) (2008)
- Una bugia di troppo (A Thousand Words) (2012)

## Doppiatori italiani
Nelle versioni in italiano delle opere in cui ha recitato, Dan Schneider è stato doppiato da:
- Vittorio Guerrieri in Segni particolari: genio (st. 1)
- Andrea Ward in Segni particolari: genio (st. 2)
- Massimiliano Lotti in Segni particolari: genio (st. 3-5)